# Épaumesnil
Épaumesnil (picardisch: Épeuméni) ist eine nordfranzösische Gemeinde mit 107 Einwohnern (Stand 1. Januar 2022) im Département Somme in der Region Hauts-de-France. Die Gemeinde liegt im Arrondissement Amiens (seit 2009) und ist Teil der Communauté de communes Somme Sud-Ouest und des Kantons Poix-de-Picardie.

## Geographie
Die Gemeinde liegt auf einer kleinen Hochfläche zwischen zwei Trockentälern rund zehn Kilometer südöstlich von Oisemont.

## Geschichte
1346 hatte die Gemeinde unter den Ereignissen des Hundertjährigen Kriegs zu leiden.

## Einwohner
| 1962 | 1968 | 1975 | 1982 | 1990 | 1999 | 2006 | 2011 |
| ---- | ---- | ---- | ---- | ---- | ---- | ---- | ---- |
| 133  | 117  | 119  | 109  | 119  | 107  | 116  | 125  |

## Sehenswürdigkeiten
- Kirche Saint-Martin